# 牟田學
牟田 學（むた がく、1938年〈昭和13年〉1月1日 - ）は、日本の実業家、経営者。日本経営合理化協会　会長。

## 略歴
佐賀県出身。大学在学中より事業を興し、卒業後も雇われ社長として倒産寸前の会社を次々と再建。自ら創業した日本経営合理化協会・日本印刷株式会社の社長・オーナーと数社の役員を兼務。自ら立ち上げた『実学の門』『地球の会』『無門塾』『花伝の会』『会長倶楽部』を主催。
（元）玉川大学大学院教授。

## 著書
- 『社長のいき方』（PHP研究所）
- 『幾代もの繁栄を築くオーナー社長業』（日本経営合理化協会出版局）
- 『社長業 実務と戦略―社長専門コンサルタントが説く新しい「繁栄と躍進」の着眼点』（PHP研究所）
- 『打つ手は無限 ~変貌する社長業』（サンマーク出版）